# 도박에 관한 죄
도박죄(賭博罪)는 대한민국 형법상 범죄로 재물로 도박을 하여 범해지는 죄이다.
도박을 한 사람은 1,000만원 이하의 벌금 또는 과료에 처한다(형법 246조 1항). 본죄의 보호법익은 건전한 노동관념 내지 경제도덕이다. 도박은 2인 이상의 자 사이에 행하여지는 것이며, 따라서 본죄는 필요적 공범이다. '재물로써 도박한다'고 함은 재물(재산상의 이익을 포함함)을 걸고서 우연한 승패에 의하여 그 득상(得喪)을 결정하는 것을 말한다. 승패의 우연성은 당사자에 있어 주관적으로 불확실하면 족하고 객관적으로 불확실할 필요는 없으며 승패는 당사자 상호간에 전부 우연임을 요한다. 도박은 당사자 전원이 재물득상의 위험을 부담하는 점에서 복표(福票)의 경우와 구별된다. 도박행위의 착수가 있음으로써 본죄는 완성되며, 승패가 결정되거나 현실로 재물의 득상이 있음을 요하지 않는다. 도박행위가 일시 오락의 정도에 불과한 때(음식물, 담배 등)에는 도박죄가 성립하지 아니한다(형법 246조 1항 단서). 상습으로 도박하는 자(상습도박죄)에 대하여는 3년 이하의 징역 또는 2천만원 이하의 벌금에 처한다(형법 246조 2항). 또한 1,000만원 이하의 벌금을 병과할 수 있도록 하였다(형법 249조). 범인의 신분에 의한 가중이다. 도박의 상습이라 함은 반복하여 도박행위를 하는 습성을 말하며 이러한 습성이 있는 한 횟수의 다과, 기간의 장단, 영업성의 유무, 종류의 이동(異同)을 불문하고 상습범이 된다.

## 사기도박
사기도박(詐欺賭博)은 도박당사자의 일방이 사기의 수단으로써 도박을 이용하는 것이며 외관상 승패가 우연성에 좌우되는 것 같이 보이나 실은 일방 당사자가 승패를 지배하는 경우를 말한다. 이 경우에는 도박에 있어서의 우연성이 결여되므로, 도박죄를 구성하지 아니한다. 즉 기망(欺罔)한 측은 사기죄가 되고, 그 상대방은 아무런 범죄도 구성하지 아니한다(판례·다수설). 이 경우에 상대방에게 편면적(片面的) 도박죄의 성립을 인정하는 견해도 있다.

## 도박개장죄
도박개장죄(賭博開場罪)는 스스로 주재자가 되어서 그 지배하에 도박이 행하여지는 일정한 장소를 개설·제공하는 것이다. 영리의 목적으로 도박을 개장한 자는 5년 이하의 징역 또는 3,000만원 이하의 벌금에 처한다(247조). '도박을 개장'한다는 것은 개장만으로써 족하며, 실제로 거기서 도박이 행하여졌음을 요하지 아니한다.. 또 개장자가 스스로 현장에 나가거나 혹은 자신이 도박을 할 필요는 없다. '영리의 목적'이 있어야 하나 구전·수수료 등 명목으로 금전 등을 징수할 목적으로 도박장을 개설함으로써 충분하며 현실로 이익을 취득하였음을 요하지는 않는다.

### 판례
- 형법 제247조의 도박개장죄는 영리의 목적으로 스스로 주재자가 되어 그 지배하에 도박장소를 개설함으로써 성립하는 것으로서 도박죄와는 별개의 독립된 범죄이고, '도박'이라 함은 참여한 당사자가 재물을 걸고 우연한 승부에 의하여 재물의 득실을 다투는 것을 의미하며, '영리의 목적'이란 도박개장의 대가로 불법한 재산상의 이익을 얻으려는 의사를 의미하는 것으로, 반드시 도박개장의 직접적 대가가 아니라 도박개장을 통하여 간접적으로 얻게 될 이익을 위한 경우에도 영리의 목적이 인정되고, 또한 현실적으로 그 이익을 얻었을 것을 요하지는 않는다.[4]

## 복표죄
복표죄(福票罪)는 법령에 의하지 아니한 복표(福票)를 발매하거나, 그 복표발매를 중개하거나, 그 복표를 취득하는 죄(248조)이다. '복표'란 일정한 발매자가 미리 번호표를 발매해 두었다가 후에 추첨 기타의 방법으로 당첨자를 결정하여 구매자 사이에 불평등한 금액의 분배를 하는 것을 말한다. 도박에 있어서는 당사자 전원이 재물득상의 위험을 부담함에 반하여 복표에 있어서는 구매자가 위험을 부담할 뿐이고, 발매자는 이를 부담하지 않는다. 5년 이하의 징역 또는 3천만원 이하의 벌금에 처하며, 중개한 자도 3년 이하의 징역 또는 2,000만원 이하의 벌금에 처한다.

## 사례
- 도박자금으로 대여한 금전의 용도에 대하여 허위로 신고한 것이 무고죄의 허위신고에 해당한다[5]

## 판례

### 도박개장죄
상습범 처벌규정 없다.
- 유료낚시터를 운영하는 사람이 입장료 명목으로 요금을 받은 후 물고기에 부착된 시상번호에 따라 경품을 지급한 경우 도박개장죄에 해당한다.[6]
- 도박개장죄의 '영리의 목적'은 도박개장의 대가로 불법한 재산상의 이익을 얻으려는 의사를 의미하는 것으로, 반드시 도박개장의 직접적 대가가 아니라 도박개장의 통하여 간접적으로 얻게 될 이익을 위한 경우에도 인정된다.[7]
- 실제로 이용자들이 도박게임 사이트에 접속하여 도박을 한 사실이 없더라도 도박개장죄는 이미 '기수'에 이르렸다.[3]

### 도박죄
- 피고인 자신이 운영하는 여관 카운터에서 같은 동네에 거주하는 친구들과 함께 저녁을 시켜 먹은 후 그 저녁 값을 마련하기 위하여 속칭 '훌라'라는 도박을 하다가 적발된 경우, 일시 오락에 불과하여 도박죄로 처벌할 수 없을 뿐더러 풍속영업의규제에관한법률제3조 제3호 위반죄로도 처벌할 수 없다[8]
- 피고인들은 서로 친숙하게 지내온 사이로서 이 사건 당일 우연히 다방에서 만나게 되어 약 3,000원 상당의 음식내기 화투놀이를 약 30분 동안 한 사실은 도박죄를 구성하지 않는다.[9]
- 내국인의 출입을 허용하는 폐광지역 카지노에 출입하는 것은 법령에 의한 행위로 위법성이 조각되지만, 도박죄를 처벌하지 않는 외국 카지노에서의 도박은 위법성이 조각되지 않는다[10]
- 당사자의 능력이 승패의 결과에 영향을 미친다고 하더라도 다소라도 우연성의 사정에 의하여 영향을 받게 되는 때에는 도박죄가 성립할 수 있다.[1]

- 인터넷 고스톱게임 사이트를 유료화하는 과정에서 사이트를 홍보하기 위하여 고스톱대회를 개최하면서 참가자들로부터 참가비를 받고 입상자들에게 상금을 지급한 행위는 도박장소 등 개설죄를 구성한다.[11]

### 복표의 의미
- 이른바 '광고복권'은 그 자체로는 추첨 등의 우연한 방법에 의하여 일부 당첨자에게 재산상의 이익을 주고 다른 참가자에게 손실을 주는 복표로서의 성질을 갖추고 있다고 보아 형법 제248조 소정의 복표에 해당한다.[12]

### 상습도박죄
- 도박의 습벽이 있는 자가 도박을 하고 또 도박방조를 하였을 경우 상습도박방조의 죄는 무거운 상습도박의 죄에 포괄시켜 1죄로서 처단할 것이다.[13]

### 편면적 도박
- 편면적 도박은 우연성이 당사자의 일방에게만 있는 사기도박으로 우연성이 결여되어 있으므로 사기도박에게만 사기죄가 성립하고, 그 상대방에게는 범죄가 성립하지 않는다.[14]

## 같이 보기
- 도박
- 사기죄
- 카지노
- 강원랜드
- 폐광지역개발지원에관한특별법
- 내기